# John Aasted Halse
John Aasted Halse (født 12. september 1946) er en dansk psykolog, cand.pæd. og forfatter.
Halse blev uddannet lærer i 1970 og senere cand.pæd. og cand.psych. fra Danmarks Lærerhøjskole. Efter endt uddannelse arbejdede han som lærer ved Tårnby Kommune, men blev efter nogle år tilknyttet Statens Socialpædagogiske Seminarium, hvor han var med til at udvikle en ny socialpædagoguddanelse. Efter studierne blev han pædagogisk konsulent i Greve Kommune, skolepsykolog i Ballerup Kommune indtil han blev ledende skolepsykolog og afdelingschef i Stenløse Kommune.
Han er autoriseret psykolog og har igennem flere år ydet privat psykologisk rådgivning. Han har særlig beskæftiget sig med børnefamiliepsykologi og socialpsykologi, og har ofte været en markant debattør i børne- og familiepsykologiske spørgsmål. Fra 1988 til 2004 var han formand for Børns Vilkår og har også været medlem af Børnerådet. Har været psykologisk konsulent for foreningen Frie Børnehaver. 
Halse har skrevet mange bøger om pædagogik. Han er en eftertragtet foredragsholder.